# Pegelhaus (Bad Düben)

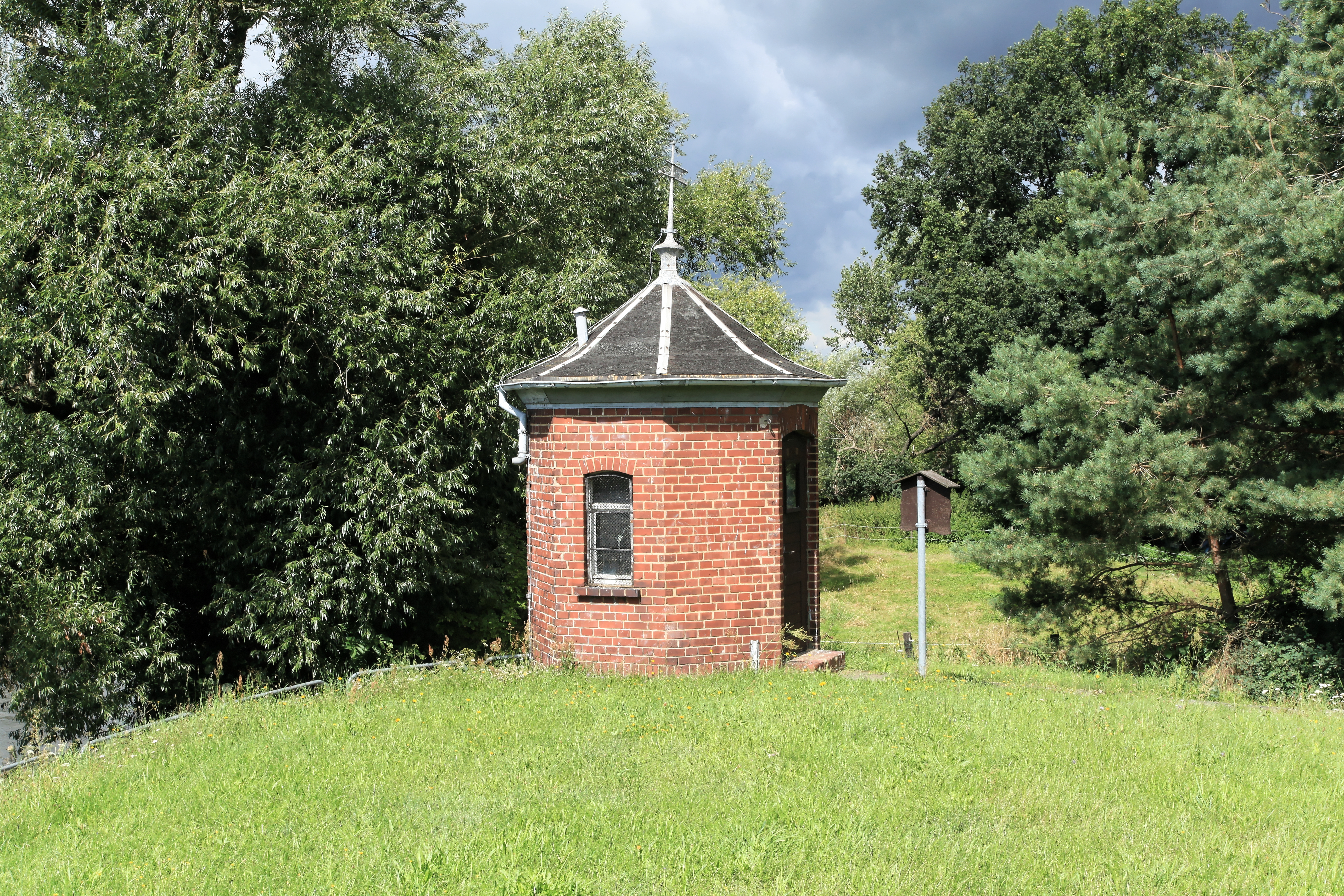
Pegelhaus in Bad Düben

Das Pegelhaus ist ein baugeschichtlich sowie technikgeschichtlich bedeutsames Gebäude aus dem Jahr 1893 in Bad Düben, welches bis 1995 der Messung des Pegelstandes der Mulde diente.

## Geschichte
Die Messung des Wasserpegels der Mulde erfolgte in Bad Düben ab 1. Januar 1824 mittels Lattenpegel am Ufer der Mulde. Das Pegelhaus wurde 1893 erbaut und befindet sich neben dem Fluss Mulde in Bad Düben am Kilometer 68,1 oberhalb der Mündung in die Elbe. Es ist ein oktonaler Klinkerbau mit Zeltdach und baugeschichtlich sowie technikgeschichtlich von Bedeutung. Das oktonale Gebäude besteht aus 8 Seitenwänden in der eine Zugangstür und drei Fenster integriert sind. Im Inneren gibt es eine Bodenöffnung und mittels Messinstrumente, ein sogenannter Schreibpegel im Haus, wurden die Pegelstände ab 1. April 1893 gemessen. Aufgabe der Messstelle war es, den Hauptpegel der Veineinigten Mulde, Hochwasserpegel, Jahrbuchpegel, Pegel mit Datentransferübertragung zu ermitteln. Am 1. September 1995 wurden die Messungen im Rahmen des Brückenneubaus und des damit erforderlichen Neubaus eines Pegelhauses mit Seilkrananlage eingestellt. Seitdem wird das Gebäude als hydrologisches Kleinmuseum genutzt und steht unter Denkmalschutz.

## Pegelmessungen

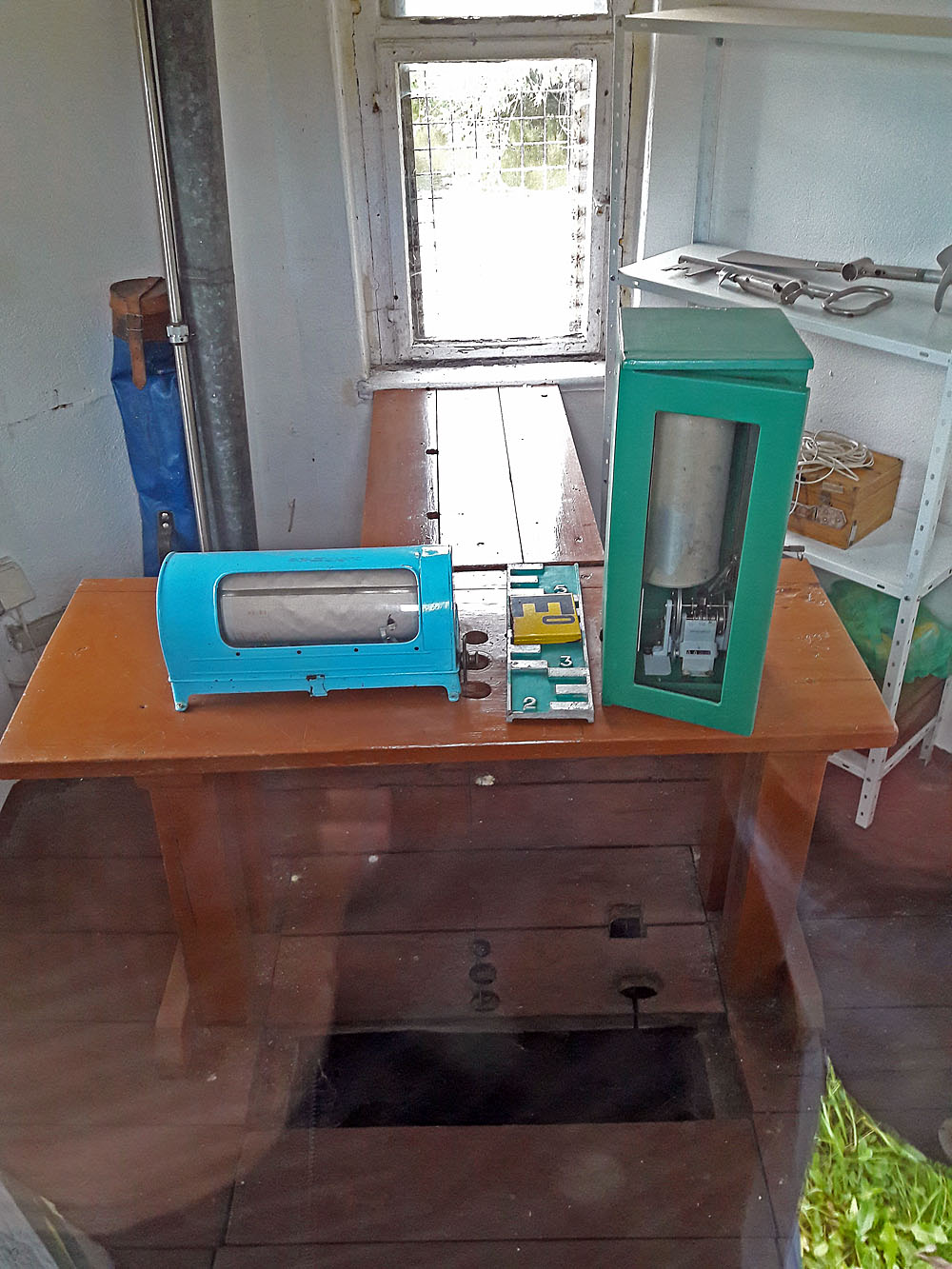
Messtechnik im Pegelhaus

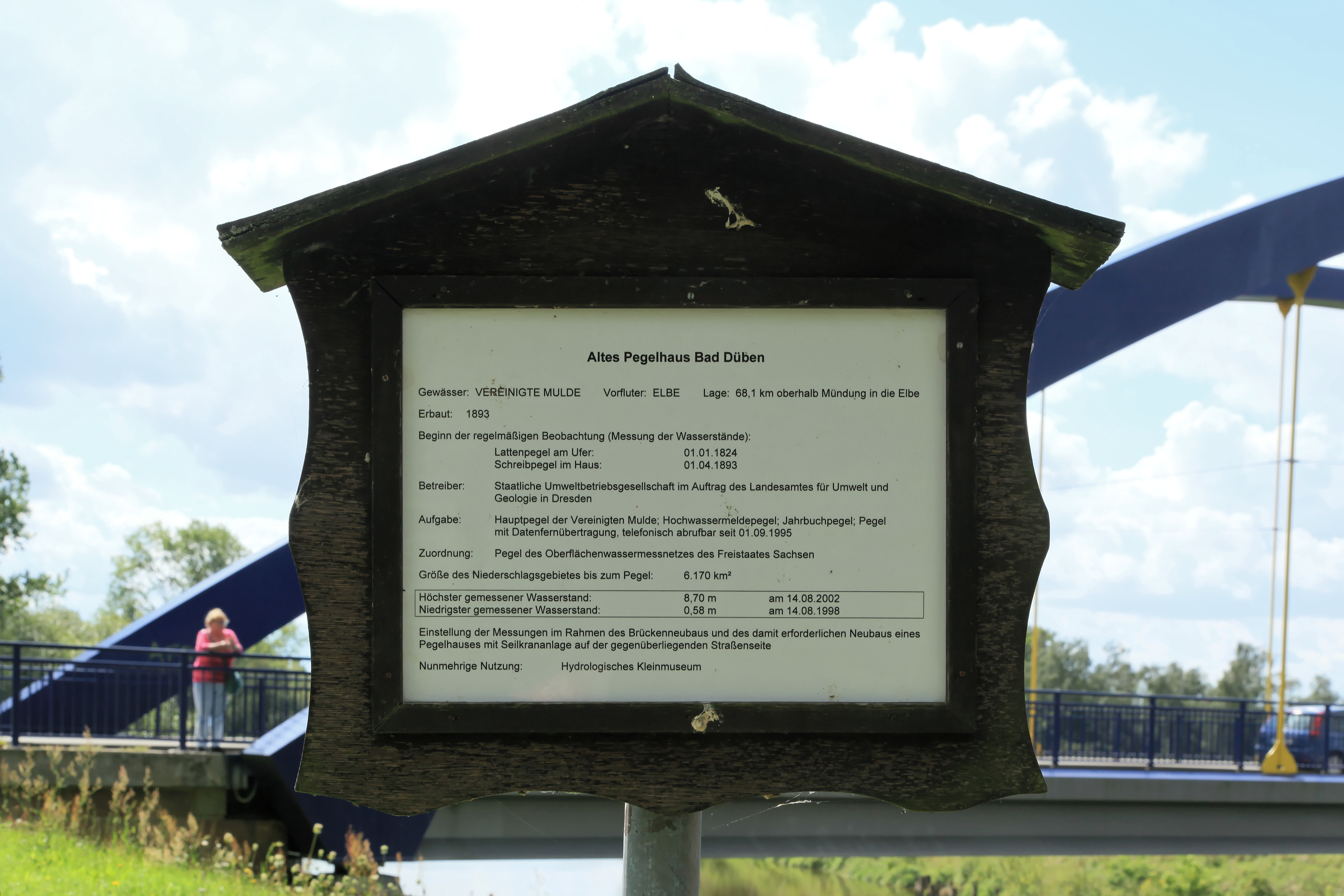
Infotafel am Pegelhaus

### Pegelstände
Die Größe des Niederschlagsgebietes bis zum Pegel beträgt 6.170 km². Die Mulde führt in Bad Düben meist einen Pegelstand um die 1,65 m. Statistisch führt die Mulde einen durchschnittlichen Wasserstand zwischen 1,67 m (Durchfluss 15,6 m³/s) bis 2,34 m (Durchfluss 64,0 m³/s). Der bisher niedrigste gemessene Wasserstand lag am 14. August 1998 bei 0,58 m, zum Jahrhunderthochwasser 2002 wurde am 14. August 2002 mit 8,70 m der höchste Wasserstand gemessen.

### Hochwasserwarnstufen
| Alarmstufe | Richtwasserstand | Bedeutung und Maßnahmen der Wasserwehr |
| ---------- | ---------------- | --- |
| 1          | 5,20 m           | * das Flussbett ist bordvoll, stellenweise kleinere Ausuferungen * noch keine Gefährdung der Anlieger * erhöhte Wachsamkeit |
| 2          | 5,60 m           | * Ausuferungen beginnen, die bei eingedeichten Gewässern bis an den Deichfuß reichen * Land- und forstwirtschaftliche Flächen sind überflutet, teilweise leichte Verkehrsbehinderungen an Hauptverkehrs- und Gemeindestraßen * Kontrolle von Gewässern, gefährdeten Anlagen und Objekten sowie der Ausuferungsbereiche * Beseitigung von Abflusshindernissen |
| 3          | 6,40 m           | * Überflutung einzelner Grundstücke, Straßen oder Keller möglich * Sperrung überörtlicher Verkehrsverbindungen * bei eingedeichten Gewässern steht das Wasser bis zur halben Deichhöhe * ständiger Wachdienst auf den Deichen durch die Wasserwehren * Durchführung von vorbeugenden Sicherungsmaßnahmen an Gefahrenstellen, Beseitigung örtlicher Gefährdungen und Schäden * Beginn von Maßnahmen zur Deichverteidigung * Auslagerung von Hochwasserbekämpfungsmaterialien an bekannte Gefahrenstellen |
| 4          | 7,60 m           | * Überflutung größerer Flächen, unmittelbare Gefährdung für Menschen, Tiere, Objekte und Anlagen * Standsicherheit der Deiche ist gefährdet. Gefahr der Deichüberströmung. * aktive Abwehrmaßnahmen von Deichverteidigung bis zur Evakuierung von Mensch und Tier |

Zum Vergleich: Der statistische mittlere Hauptwert des Wasserstandes liegt bei 2,34 m.